# Palookaville
Palookaville — студийный альбом английского музыканта Fatboy Slim, выпущенный осенью 2004 года.

## Об альбоме
После четырёхлетнего перерыва, Квентин Лео Кук выпустил альбом отличающийся от традиционного звучания прежних альбомов. Впервые Кук использовал настоящие инструменты (в ряде песен он сам исполнял композиции на бас-гитаре и добавил гитарные проигрыши в другие).

## Список композиций
1. Don't Let The Man Get You Down
2. Slash Dot Dash
3. Wonderful Night
4. Long Way From Home
5. Put It Back Together
6. Mi Bébé Masoquista
7. Push And Shove
8. North West Three
9. The Journey
10. Jin Go Lo Ba
11. Song For Chesh
12. The Joker

## Рецензии
| Совокупная оценка    | Совокупная оценка |
| Источник             | Оценка            |
| -------------------- | ----------------- |
| Metacritic           | 53/100            |
| Оценки критиков      |                   |
| Источник             | Оценка            |
| AllMusic             | [ 2 ]             |
| Entertainment Weekly | C+                |
| The Guardian         | [ 4 ]             |
| The Irish Times      | [ 5 ]             |
| Mojo                 | [ 6 ]             |
| Pitchfork            | 4.6/10            |
| Q                    | [ 8 ]             |
| Rolling Stone        | [ 9 ]             |
| Spin                 | B                 |
| Uncut                | [ 11 ]            |